# Leichtathletik-Weltmeisterschaften 2015/Teilnehmer (Kanada)
| Gelbes Symbol für Goldmedaillen mit stilisierten Olympischen Ringen | Graues Symbol für Silbermedaillen mit stilisierten Olympischen Ringen | Braundes Symbol für Bronzemedaillen mit stilisierten Olympischen Ringen |
| ------------------------------------------------------------------- | --------------------------------------------------------------------- | ----------------------------------------------------------------------- |
| 2                                                                   | 3                                                                     | 3                                                                       |

Der Leichtathletikverband Kanadas nominierte 48 Athleten für die Leichtathletik-Weltmeisterschaften 2015 in der chinesischen Hauptstadt Peking.

## Medaillen
Mit zwei gewonnenen Gold-, drei Silber- und drei Bronzemedaillen belegte das kanadische Team Rang 7 im Medaillenspiegel.

### Medaillengewinner

#### Gold
- Derek Drouin: Hochsprung
- Shawnacy Barber: Stabhochsprung

#### Silber
- Damian Warner: Zehnkampf
- Melissa Bishop: 800 m
- Brianne Theisen-Eaton: Siebenkampf

#### Bronze
- Andre De Grasse: 100 m
- Benjamin Thorne: 20 km Gehen
- Aaron Brown, Andre De Grasse, Akeem Haynes (Reserve), Brendon Rodney, Gavin Smellie (Reserve) und Justyn Warner: 4 × 100 m

## Ergebnisse

### Männer

#### Laufdisziplinen
| Athlet                                                                                                  | Disziplin        | Vorlauf      | Vorlauf | Halbfinale         | Halbfinale         | Finale             | Finale             |
| Athlet                                                                                                  | Disziplin        | Zeit         | Platz   | Zeit               | Platz              | Zeit               | Platz              |
| --- | ---------------- | ------------ | ------- | ------------------ | ------------------ | ------------------ | ------------------ |
| Aaron Brown                                                                                             | 100 m            | 10,03 s      | 10      | 10,15 s            | 17                 | nicht qualifiziert | nicht qualifiziert |
| Aaron Brown                                                                                             | 200 m            | 20,43 s      | 27      | nicht qualifiziert | nicht qualifiziert | nicht qualifiziert | nicht qualifiziert |
| Andre De Grasse                                                                                         | 100 m            | 9,99 s       | 7       | 9,96 s             | 3                  | 9,92 s             | Bronze             |
| Justyn Warner                                                                                           | 100 m            | 10,20 s      | 29      | nicht qualifiziert | nicht qualifiziert | nicht qualifiziert | nicht qualifiziert |
| Brendon Rodney                                                                                          | 200 m            | 20,18 s      | 6       | 20,46 s            | 19                 | nicht qualifiziert | nicht qualifiziert |
| Nathan Brannen                                                                                          | 1500 m           | Reserve      | Reserve | Reserve            | Reserve            | Reserve            | Reserve            |
| Charles Philibert-Thiboutot                                                                             | 1500 m           | 3:39,72 min  | 17      | 3:39,62 min        | 10                 | nicht qualifiziert | nicht qualifiziert |
| Mohammed Ahmed                                                                                          | 5000 m           | 13:19,58 min | 3       |                    |                    | 14:00,38 min       | 12                 |
| Cameron Levins                                                                                          | 5000 m           | 13:48,72 min | 24      |                    |                    | nicht qualifiziert | nicht qualifiziert |
| Cameron Levins                                                                                          | 10.000 m         |              |         |                    |                    | 28:15,19 min       | 14                 |
| Alex Genest                                                                                             | 3000 m Hindernis | 8:52,49 min  | 29      |                    |                    | nicht qualifiziert | nicht qualifiziert |
| Matthew Hughes                                                                                          | 3000 m Hindernis | 8:41,52 min  | 19      |                    |                    | 8:18,63 min        | 8                  |
| Taylor Milne                                                                                            | 3000 m Hindernis | 8:43,47 min  | 22      |                    |                    | nicht qualifiziert | nicht qualifiziert |
| Johnathan Cabral                                                                                        | 110 m Hürden     | 13,55 s      | 21      | 13,37 s            | 12                 | nicht qualifiziert | nicht qualifiziert |
| Sekou Kaba                                                                                              | 110 m Hürden     | 13,46 s      | 18      | 13,58 s            | 22                 | nicht qualifiziert | nicht qualifiziert |
| Evan Dunfee                                                                                             | 20 km Gehen      |              |         |                    |                    | 1:21:48 h          | 12                 |
| Evan Dunfee                                                                                             | 50 km Gehen      |              |         |                    |                    | 3:49:56 h          | 12                 |
| Iñaki Gómez                                                                                             | 20 km Gehen      |              |         |                    |                    | 1:21:55 h          | 14                 |
| Benjamin Thorne                                                                                         | 20 km Gehen      |              |         |                    |                    | 1:19:57 h          | Bronze             |
| Mathieu Bilodeau                                                                                        | 50 km Gehen      |              |         |                    |                    | 4:01:35 h          | 31                 |
| Aaron Brown Andre De Grasse Akeem Haynes (Reserve) Brendon Rodney Gavin Smellie (Reserve) Justyn Warner | 4 × 100 m        | 38,03 s      | 6       |                    |                    | 38,13 s            | Bronze             |

#### Sprung/Wurf
| Athlet          | Disziplin      | Qualifikation | Qualifikation | Finale             | Finale             |
| Athlet          | Disziplin      | Weite/Höhe    | Platz         | Weite/Höhe         | Platz              |
| --------------- | -------------- | ------------- | ------------- | ------------------ | ------------------ |
| Derek Drouin    | Hochsprung     | 2,31 m        | 1             | 2,34 m             | Gold               |
| Michael Mason   | Hochsprung     | 2,26 m        | 18            | nicht qualifiziert | nicht qualifiziert |
| Shawnacy Barber | Stabhochsprung | 5,70 m        | 7             | 5,90 m             | Gold               |
| Tim Nedow       | Kugelstoßen    | 19,63 m       | 20            | nicht qualifiziert | nicht qualifiziert |

#### Zehnkampf
| Athlet        | Disziplin | 100 m   | Weitsprung | Kugelstoßen | Hochsprung | 400 m   | 110 m Hürden | Diskuswurf | Stabhochsprung | Speerwurf | 1500 m      | Punkte | Platz  |
| ------------- | --------- | ------- | ---------- | ----------- | ---------- | ------- | ------------ | ---------- | -------------- | --------- | ----------- | ------ | ------ |
| Damian Warner | Ergebnis  | 10,31 s | 7,65 m     | 14,44 m     | 2,04 m     | 47,30 s | 13,63 s      | 44,99 m    | 4,80 m         | 63,50 m   | 4:31,51 min | 8695   | Silber |
| Damian Warner | Punkte    | 1020    | 972        | 755         | 840        | 943     | 1023         | 767        | 849            | 791       | 735         | 8695   | Silber |

### Frauen

#### Laufdisziplinen
| Athletin | Disziplin        | Vorlauf      | Vorlauf | Halbfinale         | Halbfinale         | Finale             | Finale             |
| Athletin | Disziplin        | Zeit         | Platz   | Zeit               | Platz              | Zeit               | Platz              |
| --- | ---------------- | ------------ | ------- | ------------------ | ------------------ | ------------------ | ------------------ |
| Khamica Bingham | 100 m            | 11,30 s      | 26      | nicht qualifiziert | nicht qualifiziert | nicht qualifiziert | nicht qualifiziert |
| Khamica Bingham | 200 m            | 22,90 s      | 12      | 23,02 s            | 17                 | nicht qualifiziert | nicht qualifiziert |
| Crystal Emmanuel | 100 m            | 11,33 s      | 27      | nicht qualifiziert | nicht qualifiziert | nicht qualifiziert | nicht qualifiziert |
| Crystal Emmanuel | 200 m            | 23,22 s      | 28      | nicht qualifiziert | nicht qualifiziert | nicht qualifiziert | nicht qualifiziert |
| Kimberly Hyacinthe | 100 m            | 11,54 s      | 40      | nicht qualifiziert | nicht qualifiziert | nicht qualifiziert | nicht qualifiziert |
| Kimberly Hyacinthe | 200 m            | 23,03 s      | 19      | 23,07 s            | 21                 | nicht qualifiziert | nicht qualifiziert |
| Audrey Jean-Baptiste                                                                                                  | 400 m            | 53,18 s      | 39      | nicht qualifiziert | nicht qualifiziert | nicht qualifiziert | nicht qualifiziert |
| Carline Muir | 400 m            | 51,70 s      | 24      | 52,31 s            | 23                 | nicht qualifiziert | nicht qualifiziert |
| Fiona Benson | 800 m            | 2:00,53 min  | 14      | 1:59,59 min        | 17                 | nicht qualifiziert | nicht qualifiziert |
| Melissa Bishop | 800 m            | 2:00,23 min  | 9       | 1:57,52 min        | 1                  | 1:58,12 min        | Silber             |
| Nicole Sifuentes | 1500 m           | 4:12,82 min  | 29      | nicht qualifiziert | nicht qualifiziert | nicht qualifiziert | nicht qualifiziert |
| Nicole Sifuentes | 5000 m           | 15:50,99 min | 19      |                    |                    | nicht qualifiziert | nicht qualifiziert |
| Lanni Marchant | 10.000 m         |              |         |                    |                    | 32:22,50 min       | 18                 |
| Natasha Wodak | 10.000 m         |              |         |                    |                    | 32:59,20 min       | 23                 |
| Geneviève Lalonde | 3000 m Hindernis | 9:36,83 min  | 19      |                    |                    | nicht qualifiziert | nicht qualifiziert |
| Erin Teschuk | 3000 m Hindernis | 9:40,07 min  | 25      |                    |                    | nicht qualifiziert | nicht qualifiziert |
| Phylicia George | 100 m Hürden     | 13,03 s      | 18      | 12,87 s            | 10                 | nicht qualifiziert | nicht qualifiziert |
| Nikkita Holder | 100 m Hürden     | 12,86 s      | 6       | 13,00 s            | 16                 | nicht qualifiziert | nicht qualifiziert |
| Sage Watson | 400 m Hürden     | 56,08 s      | 18      | 56,38 s            | 19                 | nicht qualifiziert | nicht qualifiziert |
| Rachel Seaman | 20 km Gehen      |              |         |                    |                    | 1:31:39 h          | 13                 |
| Khamica Bingham Crystal Emmanuel Isatu Fofanah Phylicia George (Reserve) Shaina Harrison (Reserve) Kimberly Hyacinthe | 4 × 100 m        | 42,60 s      | 6       |                    |                    | 43,05 s            | 6                  |
| Audrey Jean-Baptiste Carline Muir Nicole Sassine Aiyanna Stiverne Sage Watson                                         | 4 × 400 m        | 3:26,14 min  | 8       |                    |                    | 3:27,69 min        | 8                  |

#### Sprung/Wurf
| Athletin          | Disziplin  | Qualifikation | Qualifikation | Finale             | Finale             |
| Athletin          | Disziplin  | Weite/Höhe    | Platz         | Weite/Höhe         | Platz              |
| ----------------- | ---------- | ------------- | ------------- | ------------------ | ------------------ |
| Christabel Nettey | Weitsprung | 6,79 m        | 4             | 6,95 m             | 4                  |
| Sultana Frizell   | Hammerwurf | 69,66 m       | 13            | nicht qualifiziert | nicht qualifiziert |
| Elizabeth Gleadle | Speerwurf  | 64,02 m       | 6             | 59,82 m            | 11                 |

#### Siebenkampf
| Athletin              | Disziplin | 100 m Hürden | Hochsprung | Kugelstoßen | 200 m   | Weitsprung | Speerwurf | 800 m       | Punkte | Platz  |
| --------------------- | --------- | ------------ | ---------- | ----------- | ------- | ---------- | --------- | ----------- | ------ | ------ |
| Brianne Theisen-Eaton | Ergebnis  | 12,98 s      | 1,80 m     | 13,70 m     | 23,94 m | 6,55 m     | 42,94 m   | 2:11,52 min | 6554   | Silber |
| Brianne Theisen-Eaton | Punkte    | 1127         | 978        | 774         | 986     | 1023       | 724       | 942         | 6554   | Silber |